# شرک (دین)
شِرک واژهٔ عربی برای اشاره به چندخداپرستی است و در دین اسلام باری منفی را تداعی می‌کند. شرک در اسلام به معنی شریک قائل شدن برای الله در امر آفرینش است و این مفهوم در تقابل با توحید (تک‌خداپرستی) به‌کار می‌رود. کمک خواستن از غیر الله و به فریاد خواندن غیر الله شرک است.

شرک تنها گناه نابخشودنی بدون توبۀ بعد از مرگ است که در قرآن عنوان شده‌است:
«الله شرک به خود را نمی‌بخشد و گناهان دیگر جز آن را برای هرکه بخواهد می‌آمرزد. آنکه برای الله شریکی قرار می‌دهد گناه بسیار عظیمی مرتکب شده‌است.» (۴:۴۸)
در زیر آیت‌هایی از قرآن که به این موضوع پرداخته می‌آید:
| « | ﴿ أَرَأَیْتَ مَنِ اتَّخَذَ إِلٰهَهُ هَوَاهُ أَفَأَنْتَ تَکُونُ عَلَیْهِ وَکِیلًا ﴾ (ترجمه: کسی را که هوای نفس خود به خدایی گرفته دیده‌ای؟ آیا می‌توانی حامی و کارساز او باشی؟)[فرقان–۴۳] ﴿ أَلَمْ تَرَ إِلَی الَّذِینَ یَزْعُمُونَ أَنَّهُمْ آمَنُوا بِمَا أُنْزِلَ إِلَیْکَ وَمَا أُنْزِلَ مِنْ قَبْلِکَ یُرِیدُونَ أَنْ یَتَحَاکَمُوا إِلَی الطَّاغُوتِ وَقَدْ أُمِرُوا أَنْ یَکْفُرُوا بِهِ وَیُرِیدُ الشَّیْطَانُ أَنْ یُضِلَّهُمْ ضَلَالًا بَعِیدًا ﴾ (ترجمه: می‌بینی آنهایی را که گمان می‌کنند به آنچه بر تو نازل شده و آنچه پیش از آن نازل شده ایمان دارند اما می‌خواهند که طاغوت برایشان حکم کند؛ و به آنها دستور داده شده که به اینان کافِر باشند. شیطان می‌خواهد که به شدت گمراه‌شان سازد.)[نساء–۶۰] ﴿ وَإِذْ قَالَ اللَّهُ یَا عِیسَی ابْنَ مَرْیَمَ أَأَنْتَ قُلْتَ لِلنَّاسِ اتَّخِذُونِی وَأُمِّیَ إِلَهَیْنِ مِنْ دُونِ اللَّهِ قَالَ سُبْحَانَکَ مَا یَکُونُ لِی أَنْ أَقُولَ مَا لَیْسَ لِی بِحَقٍّ إِنْ کُنْتُ قُلْتُهُ فَقَدْ عَلِمْتَهُ تَعْلَمُ مَا فِی نَفْسِی وَلَا أَعْلَمُ مَا فِی نَفْسِکَ إِنَّکَ أَنْتَ عَلَّامُ الْغُیُوبِ ﴾ (ترجمه: و الله گفت: ای عیسی بن مریم، آیا تو به مردم گفتی که من و مادرم را به غیر از الله به خدایی بگیرند؟ گفت: ستودن برازنده توست، خود را جایز نمی‌بینم سخنی بگویم که در خور آن نیستم. اگر چنین چیزی گفته بودم بدان آگاه می‌شدی. تو به آنچه در نفس من است آگاهی و من به آنچه در نفس توست بی‌اطّلاع، تویی دانای نهان‌ها.)[مائده–۱۱۶] ﴿ وَلَقَدْ جِئْتُمُونَا فُرَادَی کَمَا خَلَقْنَاکُمْ أَوَّلَ مَرَّةٍ وَتَرَکْتُمْ مَا خَوَّلْنَاکُمْ وَرَاءَ ظُهُورِکُمْ وَمَا نَرَی مَعَکُمْ شُفَعَاءَکُمُ الَّذِینَ زَعَمْتُمْ أَنَّهُمْ فِیکُمْ شُرَکَاءُ لَقَدْ تَقَطَّعَ بَیْنَکُمْ وَضَلَّ عَنْکُمْ مَا کُنْتُمْ تَزْعُمُونَ ﴾ (ترجمه: شما یک به یک به سوی ما آمده‌اید، همانطوری که در آغاز شما را آفریدیم؛ و هر آنچه که برای شما فراهم کرده بودیم پشت سر نهاده‌اید. شفیعانتان را که فکر می‌کردید با شما شریک‌اند، همراهتان نمی‌بینیم. پیوندهای شما از هم بریده و آنچه می‌پنداشتید دور و گم شده‌است.)[انعام–۹۴] ﴿ وَجَعَلُوا لِلَّهِ شُرَکَاءَ الْجِنَّ وَخَلَقَهُمْ ۖ وَخَرَقُوا لَهُ بَنِینَ وَبَنَاتٍ بِغَیْرِ عِلْمٍ ۚ سُبْحَانَهُ وَتَعَالَیٰ عَمَّا یَصِفُونَ ﴾ (ترجمه: و برای الله شریکانی از جن قرار داده‌اند، حال آنکه او آنان را خلق کرده‌است. بی هیچ علم و دانشی دختران و پسرانی را برای او تصور کرده‌اند. الله ستودنی و برتر از چیزی است که وصفش می‌کنند.)[انعام–۱۰۰] الگو:آیه ۴ «آیا موجودی را شریک خدا قرار می‌دهند که چیزی خلق نکرده و خود مخلوق است؟» الگو:آیه ۴ «هر آنکه جز الله فرا می‌خوانید، بندگانی امثال شما هستند. اگر راست می‌گویید، آنها را بخوانید تا پاسخی بدهند.» الگو:آیه ۴ «در آن زمان همهٔ آنان را جمع می‌کنیم، پس به آنانی که شریکی قائل شده‌اند می‌گوییم شما و شریکانتان مکان یابید. سپس میانشان جدایی می‌افکنیم و شریکان آنها گویند شما ما را عبادت نمی‌کردید. * شهادت الله بین ما و شما کافی است که ما از عبادت شما آگاه نبوده‌ایم.» الگو:آیه ۴ «بگو کیست پروردگار آسمان‌ها و زمین؟ بگو الله، بگو غیر از او برای خود اولیایی برگزیده‌اید که قادر نیستند سود و زیانی به حال خود داشته باشند؟ بگو آیا کور و بینا مثل همند، یا تاریکی و روشنایی؟ آیا شریکانی که برای الله قائل شده‌اند، چیزی شبیه آنچه او خلق کرده، آفریده‌اند که اینان دربارهٔ آفرینش به اشتباه افتاده‌اند؟ بگو الله خالق همه چیز است و اوست یگانه قهار.» الگو:آیه ۴ «و چون آنان که شریکانی قائل شده‌اند، شریکان خود را ببینند، گویند پروردگار ما اینان شریکانی هستند که در کنار تو فرا می‌خواندیم. آنان در جواب پاسخ می‌دهند که شما دروغ می‌گویید.» الگو:آیه ۴ «آنهایی که فرا می‌خوانند، خود درصدد اند برای تقرب به پروردگارشان وسیله‌ای بیابند، به رحمت او امید بسته‌اند و از عذابش می‌ترسند. عذاب پروردگارت وحشتناک است.» الگو:آیه ۴ «شما و آنچه جز الله می‌پرستیدید، سوخت جهنم خواهید بود. این سرنوشت مختوم شماست.» الگو:آیه ۴ «زمانی همه آنان را جمع می‌کنیم، سپس به آنان که شریکی قائل شده‌اند می‌گوییم، کجایند شریکانی که نزد خود می‌پنداشتید؟ * پاسخ و عذر آنان چیزی نیست جز اینکه گویند به الله سوگند ما مشرک نبوده‌ایم. * ببین که چگونه به خود دروغ می‌گویند. آنچه افترا می‌بستند از آنها دور و گم شده‌اند.» الگو:آیه ۴ «زمانی همه و آنچه جز الله می‌پرستیدند را جمع می‌کنیم؛ پس می‌گوید آیا شما این بندگان مرا گمراه کردید یا خود آنها راه را گم کردند؟ * گویند ستودن برازنده توست. ما خود را جایز نمی‌بینیم که جز تو اولیایی برگزیده باشیم، اما تو آنان و پدرانشان را برخوردار ساختی در نتیجه ذکر را فراموش کردند و مردمی نابکار شدند.» الگو:آیه ۴ «زمانی که آنان را ندا می‌دهد و گوید کجایند شریکانی که برای من می‌پنداشتید؟ * آنان که مستحق مجازات‌اند گویند پروردگار ما، اینان کسانی‌اند که ما گمراه کرده‌ایم، گمراه‌شان کرده‌ایم چون خود گمراه شده بودیم. از اینان بیزاری می‌جوییم و به تو روی می‌آوریم. آنان ما را نمی‌پرستیدند.» | » |

کسانیکه علاوه بر اللّه اشخاص یا اشیاء دیگری را نیز سهیم در خلقت می‌دانند یا برای خداوند همسر، فرزند یا شریک قائلند. مانند برخی از مسیحیان، یهودیان و زرتشتیان (مجوسان) که هر یک به ترتیب، مسیح یا عزیر را فرزند خدا دانسته یا شر و خیر را در مقابل هم، دو خالق جهان می‌دانند و همچنین مشرکان زمان محمد.

## شرک در جمهوری اسلامی
محمدتقی مصباح یزدی، مخالفت با ولایت فقیه و خامنه‌ای را شرک می‌پنداشت.